# Aulographina pinorum
Aulographina pinorum är en svampart som först beskrevs av Jean Baptiste Desmazières, och fick sitt nu gällande namn av Arx & E. Müll. 1960. Aulographina pinorum ingår i släktet Aulographina och familjen Asterinaceae.   Inga underarter finns listade i Catalogue of Life.